# Władimir Gawriłow
Władimir Gawriłow (ros. Владимир Яковлевич Гаврилов; ur. 3 kwietnia?/16 kwietnia 1908 na robotniczym osiedlu Siewiernyj Rudnik w ujeździe bachmutskim guberni jekaterynosławskiej, zm. 30 marca 1992 w Moskwie) – Rosjanin, radziecki oficer, pułkownik lotnictwa Armii Radzieckiej i pułkownik pilot Wojska Polskiego, dowódca 15 Dywizji Lotnictwa Bombowego; Bohater Związku Radzieckiego.
Urodził się w rodzinie robotniczej. W 1926 ukończył zawodową szkołę fabryczną, pracował jako tokarz, dalej ucząc się w systemie wieczorowym. W czerwcu 1928 wstąpił na ochotnika do Armii Czerwonej, gdzie ukończył szkołę lotniczą. 
Od czerwca 1941 brał udział w obronie ZSRR przed Niemcami w jednostce lotnictwa bombowego na Froncie Północno-Zachodnim. Uczestniczył w wielu operacjach na frontach wojny z Niemcami, dowodzony przez niego pułk lotnictwa bombowego oprócz nazwy wyróżniającej „Krakowski” otrzymał też miano gwardyjskiego oraz szereg orderów i odznaczeń. !5 maja 1943 Gawriłow otrzymał tytuł Bohatera Związku Radzieckiego i został udekorowany Orderem Lenina.
Po wojnie nadal pełnił służbę w Siłach Powietrznych, dowodził dywizją lotniczą w Nadwołżańskim Okręgu Wojskowym.
W latach 1951–1953 pełnił służbę w Siłach Powietrznych Wojska polskiego, był dowódcą 15 Dywizji Lotnictwa Bombowego.
Następnie był słuchaczem Wyższej Akademii Wojskowej, po jej ukończeniu został wykładowcą w Wojskowej Akademii Politycznej im. W.I. Lenina. W 1960 ze względu na stan zdrowia został zwolniony do rezerwy.
Mieszkał w Moskwie, tam też zmarł w 1992. Został pochowany na Cmentarzu Gołowińskim.